# Scymnosaurus
Scymnosaurus (σκύμνος skymnos «левеня» + σαῦρος, sauros «ящірка») — вимерлий рід тероцефалових терапсид, вперше описаний Робертом Брумом у 1903 році. Є три види, які досі називаються Scymnosaurus: S. ferox, S. watsoni та S. major, а четвертий, S. warreni, тепер ідентифікований як Moschorhinus warreni. Кожен з них тепер перекласифіковано в Lycosuchidae incertae sedis.
За оцінками, сцимнозавр був розміром приблизно з сучасну гієну та мав зуби, що свідчить про те, що він був м1ясоїдним. S. ferox спочатку описувався як другий за величиною тероцефал, доки не було виявлено S. major, який, ймовірно, є найбільшим тероцефалом.
Примітно, що протягом 19-го століття Брум брав участь у роботі з тероцефалами та їх класифікаціями та повторними класифікаціями, у паперових і книжкових публікаціях, починаючи з 1903 по 1950 рік.